# Rimppi Kumari
Rimppi Kumari (nascida em 1982/1983) é uma agricultora indiana que, após a morte de seu pai, assumiu uma fazenda de 32 acres no Rajastãojunto com sua irmã Karamjit. Ela é uma das sete indianas que entraram na lista da BBC das 100 mulheres mais inspiradoras do mundo em 2015.

## Biografia
Na Índia, a propriedade das terras é tradicionalmente transmitida aos homens e a sociedade é contra a ideia de que mulheres sejam proprietárias de fazendas. Mas, atualmente, o estereótipo está sendo desafiado pelas muitas mulheres que são obrigadas a assumir a função na agricultura após o suicídio de seus maridos fazendeiros por conta das dívidas ou a morte de seus pais.
Rimppi Kumari e sua irmã Karamjit, que vivem a milhares de quilômetros de distância, no norte do estado de Rajastão, são duas dessas mulheres solteiras que se tornaram agricultoras após a morte do responsável pela família. Em 2009, quando seu pai faleceu, Rimppi tinha um emprego em tecnologia da informação e desistiu de tudo para cultivar soja, trigo e arroz nas terras da família. Ela e a irmã tiveram inclusive apoio do irmão mais velha quando tomaram a decisão.
Rimppi Kumari começou a adaptar tecnologias agrícolas modernas para o cultivo em sua fazenda. Com isso, está ganhando mais dinheiro até mesmo do que seu pai.
Como as irmãs ainda são solteiras e se sustentam, desrespeitam as convenções locais. O irmão mais velho, por ser casado e ter filhos, assumiu um papel secundário nos negócios da família.

## Reconhecimento
Rimppi Kumari é uma das sete indianas que entraram na lista da BBC das 100 mulheres mais inspiradoras do mundo em 2015.